# Spirostreptus splendidus
Spirostreptus splendidus är en mångfotingart som beskrevs av Carl Graf Attems 1950. Spirostreptus splendidus ingår i släktet Spirostreptus och familjen Spirostreptidae. Inga underarter finns listade i Catalogue of Life.